# Diecezja Verdun
Diecezja Verdun – diecezja Kościoła rzymskokatolickiego w północno-wschodniej Francji, w metropolii Besançon. Powstała w IV wieku. W latach 997–1552 biskupstwo w Verdun stanowiło niezależne państwo w ramach Świętego Cesarstwa Rzymskiego. W 1801 diecezja uległa likwidacji, ale już w 1822 została przywrócona. Wtedy też uzyskała obecne granice, które pokrywają się ze świeckim departamentem Moza.